# Musée Bernard-Boesch
Le musée du Bernard-Boesch est un musée situé au Pouliguen, en France, mais dont la gestion dépend de la municipalité de La Baule-Escoublac. Il résulte du legs de Bernard Boesch à la ville de La Baule, à sa mort, en 2005.

## Historique
Deux grandes expositions rétrospectives de l’œuvre de Bernard Boesch sont organisées à la chapelle Sainte-Anne de La Baule-Escoublac en 1994 puis en 2000. C'est au cours de cette dernière exposition que Bernard Boesch émet son intention de léguer à sa mort son œuvre et ses biens à la ville de La Baule-Escoublac, dans le but de créer un musée et une résidence d'artistes portant son nom.
Bernard Boesch meurt le 14 février 2005 à La Baule-Escoublac.
Par sa délibération du 16 décembre 2005, le conseil municipal accepte le legs de l'artiste.
Outre des biens meubles et immeubles incluant la villa « les Tamarins » acquise en 1947, le legs comprend environ 1 400 peintures, la ville de La Baule recevant pour mission « de promouvoir l’art et les artistes, ».

## Bâtiments
Le musée est situé au Pouliguen, au 35, rue François-Bougoüin, mais la gestion en revient à la commune de La Baule-Escoublac. Il s’agit d’un édifice de style breton, situé face à la mer, sur la baie du Pouliguen.
Le musée Bernard-Boesch a ouvert ses portes le 9 mai 2014. La maison Les Tamarins a été fortement rénovée durant dix-huit mois afin de créer les espaces d’exposition et d'aménager une résidence d'artistes.
Les travaux d’aménagement sont dus au cabinet d'architecture Poilane et sont financés par le legs des époux Boesch, une contribution de la Fondation du patrimoine, ainsi que par le conseil général de la Loire-Atlantique et la communauté de communes Cap Atlantique.
De l’autre côté de la rue François-Bougoüin, un second bâtiment accueille un atelier d’artiste en résidence, dont la première locataire fut Eugénie Paultre, peintre, poétesse et professeure de philosophie.

## Collections
Le legs de Bernard Boesch recèle près de 1 400 de ses tableaux aux techniques diverses, allant de la peinture à l’huile aux aquarelles et passant par le dessin.
Sa peinture est ainsi généralement divisée en trois temps ; la période d'inspiration fauve, la période géométrique et la période minimaliste.
Sa grande production et la longévité de son œuvre, soixante-quinze ans de peinture, le positionne entre l’art moderne et l’art contemporain.

Œuvres de Bernard Boesch conservées au musée.
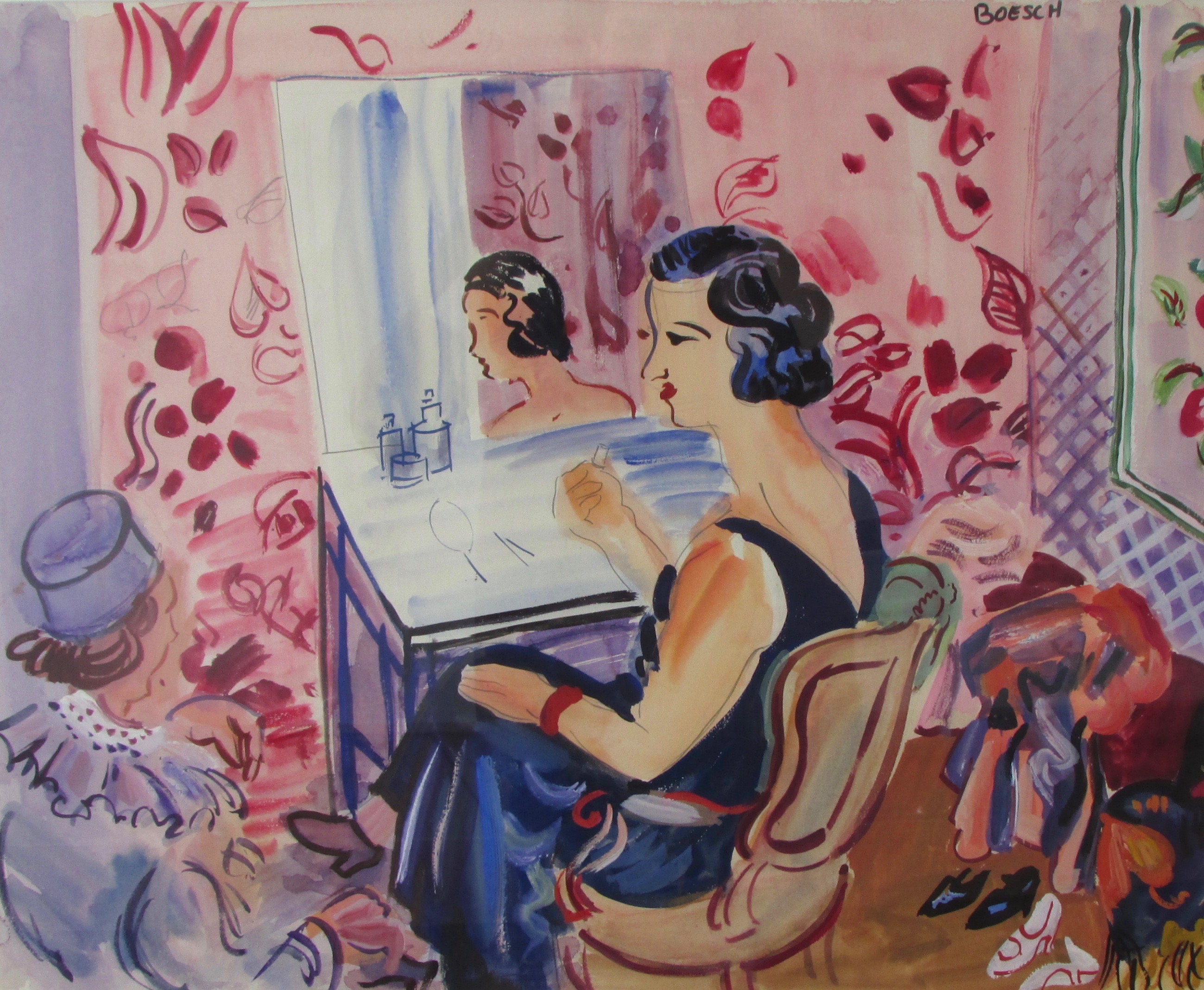
L'actrice à la toilette, gouache aquarellée sur papier, 50 × 65 cm, 1941-1945.
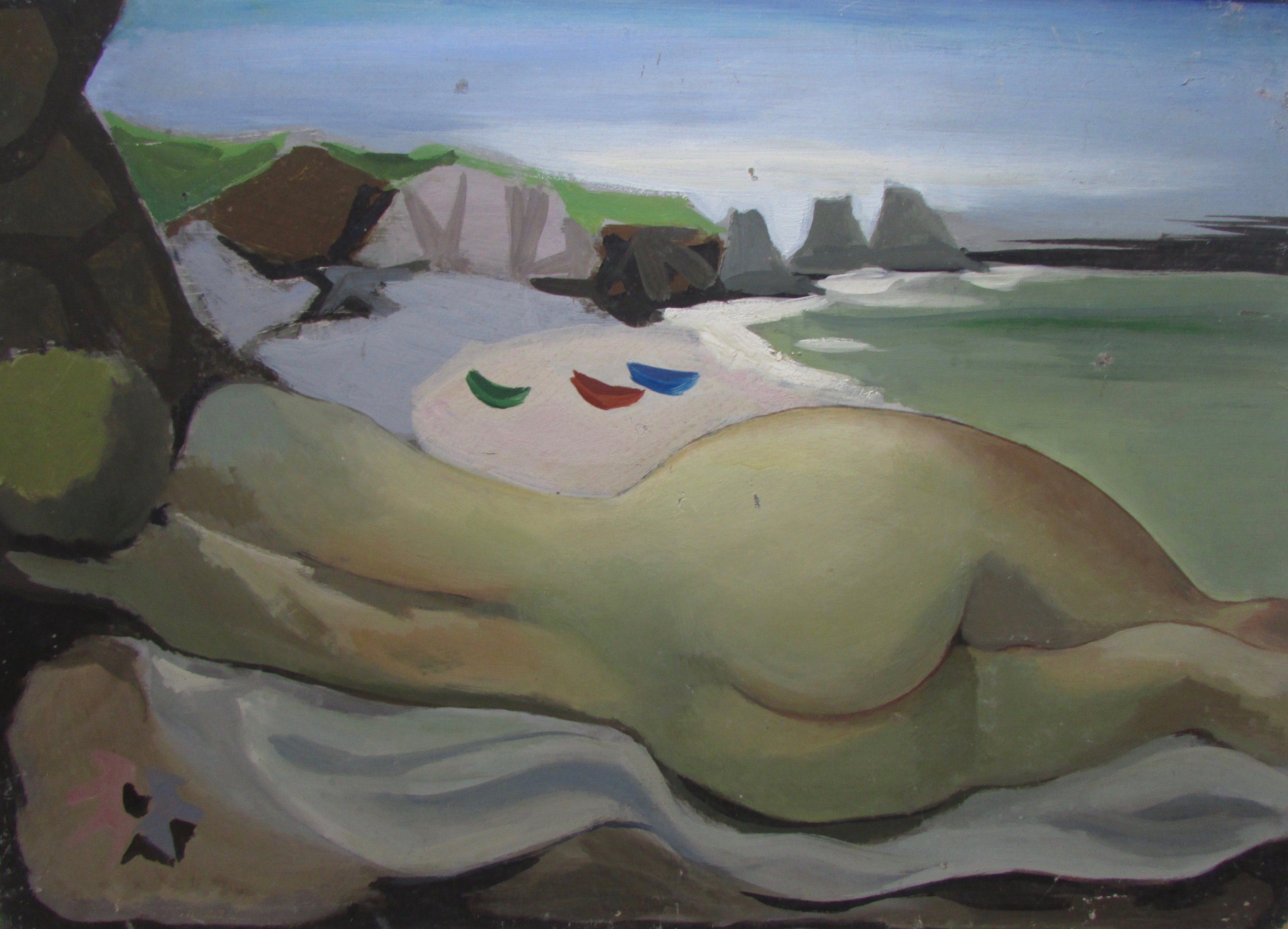
Odalisque sur la baie du Scall II (Le Pouliguen), huile sur isorel, 32 × 46 cm, circa 1950.
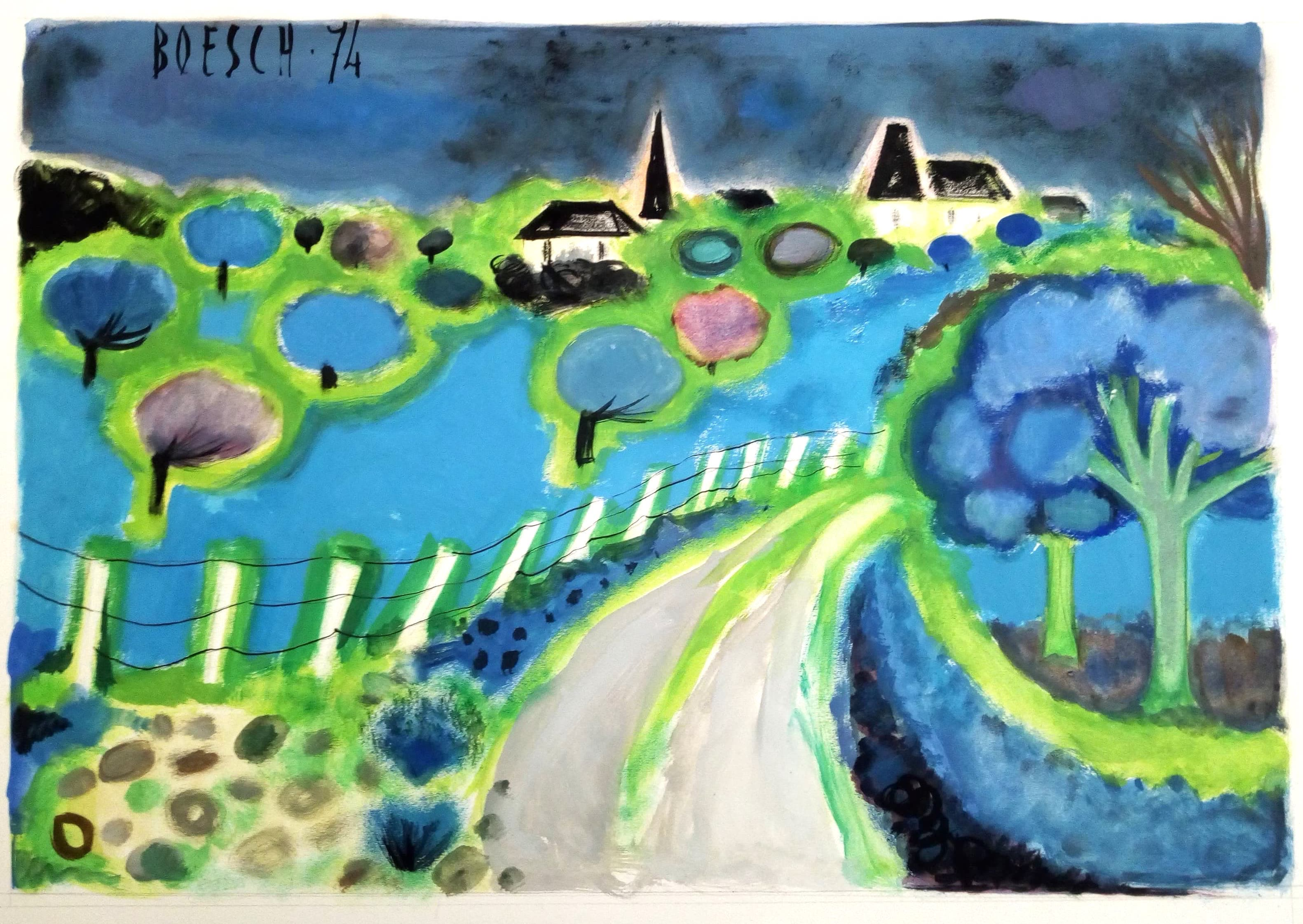
Village onirique, aquarelle sur papier, 50 × 65 cm, 1974.
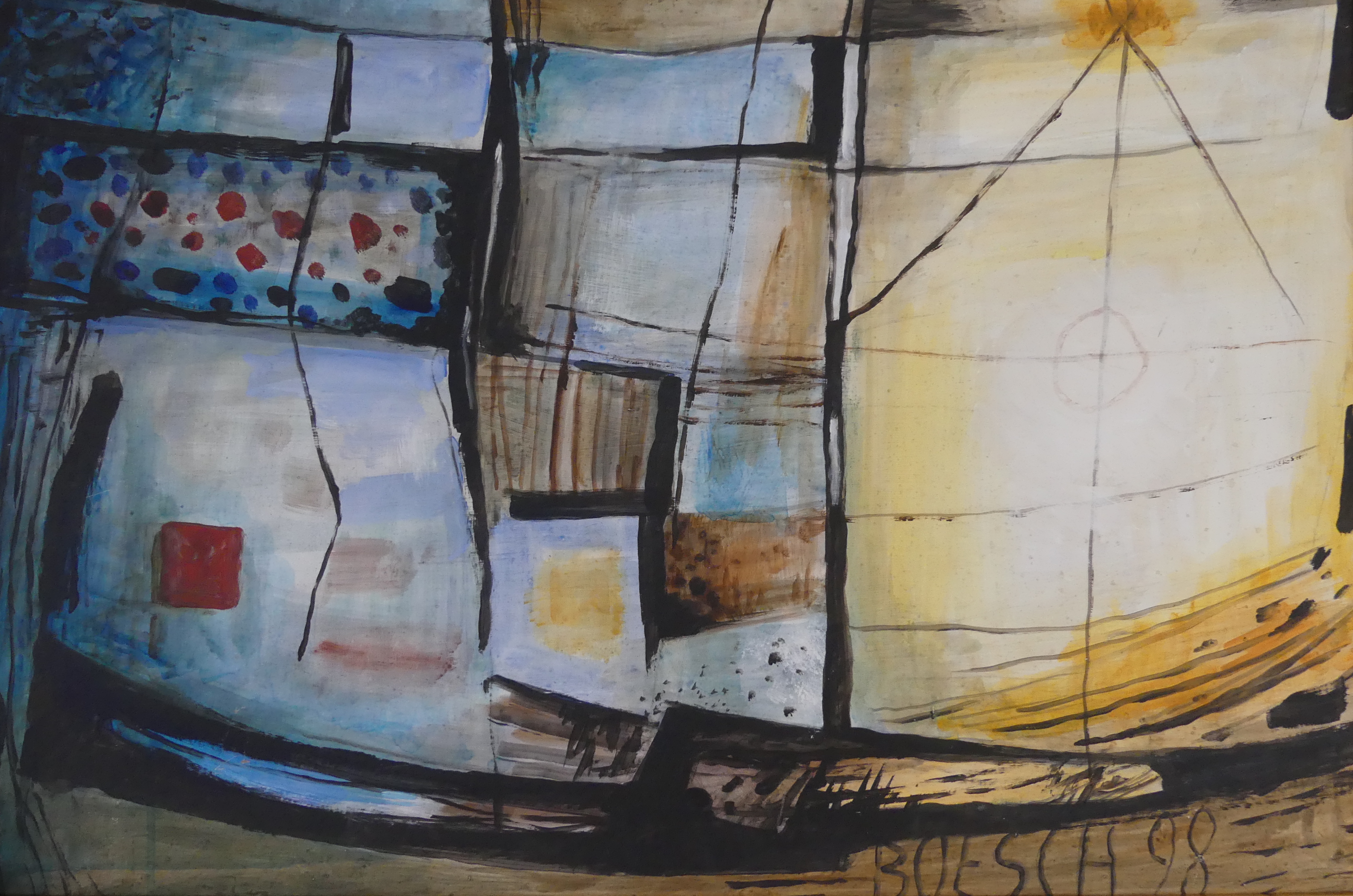
Basse mer, huile sur isorel, 60 × 81 cm, 1998.

## Expositions
Le musée a accueilli notamment :

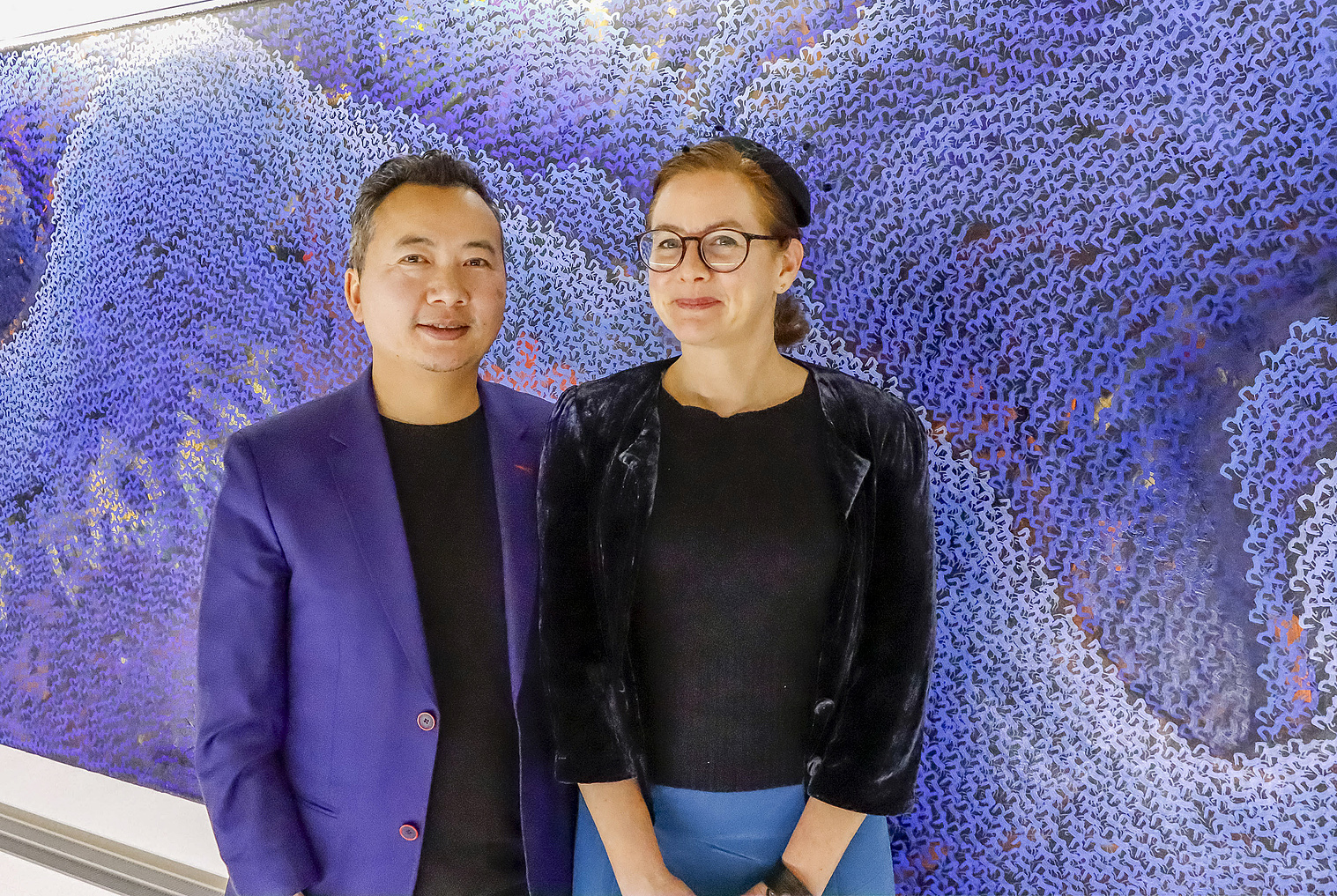
Rétrospective OtGO 2024 à La Baule-Escoublac. L'artiste OtGO et Mélanie Grasset, commissaire de l’exposition.

- 2014 : exposition du sculpteur René Julien (16 août - 31 août)[13] ;
- 2015 : Et que la rencontre vive (1er mai - 2 juillet), exposition organisée par l’association À vol d’oiseau du cercle Paris avec Marcel Alocco[14] ;
- 2015 : Errance d'une écriture, exposition de Thierry Diers (30 octobre - 15 novembre)[15] ;
- 2017 : Lartigue à La Baule, 1913-1929 (1er juillet - 1er octobre)[16] ;
- 2019 : exposition Jacques Duthoo & Tzuri Gueta (5 octobre - 1er novembre) : présentation de trente-trois œuvres de Jacques Duthoo au côté du créateur et designer contemporain Tzuri Gueta. Proche ami de Bernard Boesch, une sélection des œuvres de ce dernier est associée à celles de Jacques Duthoo[17]
- 2019 : l’Atelier d’artiste expose le travail réalisé sur place, depuis le 9 septembre, par Timothy Archer[18], artiste en résidence jusqu’au 29 novembre, une peinture anticonformiste et symbolique
- 2021 : Bretagne, terre d'artistes (4 septembre-31 octobre), présentant en particulier l'esquisse sur bois pour le Pardon de Sainte-Anne-la-Palud, 1858 d’Eugène Boudin[19] ;
- 2022 : première exposition muséale en France d’Akira Tanaka[20] (19 février - 27 mars).
- 2023 : exposition Jean Sala, 1819-1918, couleurs d'une époque (3 juin - 23 août 2023)[21],[22].
- 2024 : rétrospective OtGo, Entre tradition et modernité, du 13 janvier au 31 mars 2024[12].